# Alessameno
Alessameno (in greco antico: Ἀλεξαμενός?, Alexamenós; III secolo a.C. – 192 a.C.) è stato un militare greco antico.

## Biografia
Fu generale della lega etolica dal 196 a.C. circa. Venne inviato a Sparta dallo stratego Damocrito nel 192 a.C. al comando di mille fanti e trenta cavalieri ufficialmente per aiutare il tiranno Nabide, ma in realtà con l'ordine segreto di ucciderlo alla prima occasione propizia. Secondo la testimonianza di Tito Livio, Damocrito aveva inoltre istruito i trenta cavalieri al seguito di Alessameno ad ubbidire senza discutere agli ordini del loro comandante, qualunque essi fossero stati.
Nabide era stato precedentemente sconfitto dai Romani, guidati da Tito Quinzio Flaminino, nel corso della cosiddetta guerra contro Nabide (193 a.C.). Privato delle città costiere, il tiranno si era chiuso a Sparta e gli Etoli avevano così deciso di eliminarlo con l'astuzia, piuttosto che con la forza, inviando il battaglione comandato da Alessameno in aiuto al tiranno, che egli stesso aveva richiesto in nome dell'alleanza tra Sparta e la lega etolica.
Una volta entrato in confidenza con Nabide, un giorno Alessameno mise in atto il suo compito: mentre cavalcava assieme al tiranno accompagnato dai cavalieri etoli, confidò a questi ultimi qual era l'ordine segreto e subito dopo si lanciò contro il cavallo del tiranno abbattendolo con la sua lancia: non appena Nabide fu disarcionato, i cavalieri etoli si scagliarono contro di lui uccidendolo prima che potesse essere soccorso.
Invece di preoccuparsi di tenere un discorso ai cittadini per calmare le acque, Alessameno e i suoi si diressero verso la reggia cercando di saccheggiarla. Gli Spartani invece, dopo aver frettolosamente nominato re il giovane Laconico, considerato un discendente degli antichi sovrani, uccisero dapprima gli Etoli sparsi per la città e poi, penetrati nella reggia, lo stesso Alessameno e i suoi compagni.
Tito Livio racconta che i pochi Etoli che riuscirono a fuggire a Megalopoli e a Tegea furono poi catturati e venduti come schiavi.
Filopemene, stratego della lega achea, si affrettò quindi a giungere a Sparta mentre la città era ancora in preda alla confusione e ad annetterla alla lega con estrema facilità .